# سامورای
«سامورای» تک‌آهنگی از هنرمند اهل جمهوری سوسیالیستی رومانی مایکل کرتو است.